# The Transformed Man
The Transformed Man est un album enregistré par William Shatner en 1968 sur Decca Records.
Certaines des chansons de cet album ont également été reprises sur Spaced Out: The Very Best of Leonard Nimoy and William Shatner, une compilation publiée en 1998.

## Pistes
1. King Henry the Fifth/Elegy for the Brave (Frank Devenport, Don Ralke) – 6:16
2. Theme from Cyrano/Mr. Tambourine Man (Bob Dylan) – 6:49
3. Hamlet/It Was a Very Good Year (Ervin Drake, Don Ralke) – 7:45
4. Romeo and Juliet/How Insensitive (Vincius DeMoraes, Norman Gimbel, Antônio Carlos Jobim, Don Ralke) – 6:46
5. Spleen/Lucy in the Sky with Diamonds (Frank Devenport, John Lennon, Paul McCartney) – 5:54
6. The Transformed Man (Frank Devenport, Don Ralke) – 3:38